# Ҩ
Ҩ, ҩ (conhecido vulgarmente como o com gancho ou ha abecásio) é uma letra do alfabeto cirílico usada na língua abecásia, e colocado entre "O" e "Π" no alfabeto. Representa a consoante labiopalatal aproximante  /ɥ/ (o som do "u" no francês "luit".) Quando romanizada, é escrito como um "o" com um pequeno ponto abaixo da letra. Apresenta várias semelhanças com a letra grega theta (Θ, θ).

## Unicode
No repertório de caracteres Unicode a letra é chamada CYRILLIC CAPITAL/SMALL LETTER ABKHASIAN HA e tem um código 04A8 por uma letra maiúscula e um 04A9 para as pequenas. 
Nas primeiras versões Unicode (1,0), as letras foram chamadas CYRILLIC CAPITAL/SMALL LETTER ABKHASIAN HA O HOOK, tendo o mesmo codepoints como hoje.